# Gomez (bergstopp i Antarktis)
Gomez är en bergstopp i Antarktis. Den ligger i Sydshetlandsöarna. Argentina, Chile och Storbritannien gör anspråk på området. Toppen på Gomez är 37 meter över havet.
Terrängen runt Gomez är kuperad åt nordost, men åt sydväst är den platt. Havet är nära Gomez åt sydväst. Trakten är glest befolkad. Närmaste befolkade plats är Escudero Station, 8,7 kilometer väster om Gomez. 